# 岡山県道332号栗原有漢線
岡山県道332号栗原有漢線（おかやまけんどう332ごう くりはらうかんせん）は、岡山県真庭市から高梁市に至る一般県道である。

## 概要
真庭市栗原と高梁市有漢町上有漢を結ぶ。

### 路線データ
- 起点：真庭市栗原（国道313号交点）
- 終点：高梁市有漢町上有漢（岡山県道49号高梁旭線交点）
- 総延長：12.98 km

## 歴史
- 1960年（昭和35年）3月18日 - 岡山県告示第335号により認定される。
- 1972年（昭和47年） - 固定番号制導入により現行の県道番号に変更される。
- 2004年（平成16年）10月1日 - 高梁市と川上郡の全3町、上房郡有漢町が対等合併して改めて高梁市が発足したことに伴い終点の地名表記が変更される（上房郡有漢町上有漢→高梁市有漢町上有漢）。
- 2005年（平成17年）3月31日 - 新庄村を除く真庭郡に属する町村と上房郡北房町が対等合併して真庭市が発足したことに伴い起点の地名表記が変更される（真庭郡落合町栗原→真庭市栗原）。

## 路線状況
小型車一台分の幅員が続く山岳路線。大型車の通行は困難である。

## 地理

### 通過する自治体
- 真庭市
- 高梁市

### 交差する道路
| 交差する道路         | 市町村名 | 交差する場所 | 交差する場所 |
| -------------------- | -------- | ------------ | ------------ |
| 国道313号            | 真庭市   | 栗原         | 起点         |
| 岡山県道49号高梁旭線 | 高梁市   | 有漢町上有漢 | 終点         |

### 沿線
- 高梁市立有漢東小学校

### 主な峠
- 三飛峠（真庭市 - 高梁市境）